# Nikolaj Charitonov
Nikolaj Michajlovič Charitonov (rusky: Николай Михайлович Харитонов) (* 30. října 1948) je ruský politik a bývalý plukovník KGB.
Do roku 2007 patřil mezi čelné představitele Agrární strany Ruska. V roce 2004 neúspěšně kandidoval jako společný kandidát své strany a Komunistické strany Ruské federace v prezidentských volbách. Skončil za Vladimirem Putinem na druhém místě se ziskem 13,7 % hlasů.
Od roku 2008 je členem komunistické strany. V roce 2024 za ni znovu kandiduje v prezidentských volbách. Podle politologa Andreje Perceva z Carnegie Endowment for International Peace si však v Kremlu přáli, aby kandidoval předseda komunistické strany Gennadij Zjuganov. Ten však zřejmě nechce svou politickou kariéru ukončit špatným výsledkem ve volbách. Plejáda bezvýznamných protikandidátů však může podle Perceva vrhnout stín na Putinovo nevyhnutelné vítězství a udělat z voleb frašku.